# Le Roman de Jim
Le Roman de Jim je francouzský hraný film z roku 2024, který režírovali Arnaud Larrieu a Jean-Marie Larrieu jako adaptaci stejnojmenného románu Pierrica Baillyho, vydaného v roce 2021. Snímek měl světovou premiéru na filmovém festivalu v Cannes dne 22. května 2024.

## Děj
Během večírku se Aymeric seznámí se svou kolegyní Florence, která je svobodná a těhotná. Tím začne jejich vztah a vychovávají spolu syna Jima. Jednoho dne se ale objeví biologický otec dítěte.

## Obsazení
| Karim Leklou         | Aymeric                 |
| Lætitia Dosch        | Florence                |
| Sara Giraudeau       | Olivia                  |
| Bertrand Belin       | Christophe              |
| Noée Abita           | Aurélie                 |
| Andranic Manet       | Jim ve 23 letech        |
| Eol Personne         | Jim v 7 a 10 letech     |
| Mireille Herbstmeyer | Monique, matka Florence |
| Suzanne de Baecque   | Léa                     |
| Sabrina Seyvecou     | Cécile                  |
| Robinson Stévenin    | Titi                    |
| Marguerite Machuel   | Charlotte               |
| Omar Saad            | Aymericův otec          |
| Christine Dory       | Aymericova matka        |

## Ocenění
- Filmový festival v Cannes: Cena Ecoprod
- César: nejlepší herec (Karim Leklou)